# Francesco Bartolomeo Rastrelli
Francesco Bartolomeo Rastrelli (París 1700 - Sant Petersburg 29 d'abril de 1771) va ser un arquitecte italià que desenvolupà la seva carrera a Rússia. El seu estil barroc, sumptuós i majestuós, és fàcilment reconeixible en les seves obres més destacades com el Palau d'Hivern o el Palau de Caterina a Sant Petersburg. També va projectar obres a l'actual Lituània, com el Palau de Rundāle o el Palau de Jelgava.